# Chiesa della Madonna del Fanciullo
La chiesa della Madonna del Fanciullo o di "Ranuccio" è un edificio religioso che si trova in località Fanciullata di Deruta, in provincia di Perugia e arcidiocesi di Perugia-Città della Pieve.

## L'affresco
All'interno della chiesa, si conserva un affresco raffigurante la Madonna del Fanciullo dipinto da Bartolomeo Caporali nel 1459. L'opera fu commissionata da Ranuccio di Andrea Baglioni, come testimonia una scritta presente nella parte inferiore dell'affresco. 
Il dipinto raffigura la Madonna col Bambino, circondati da sei angeli musicanti; ai lati sono presenti sant'Antonio Abate e san Giacomo apostolo, san Bernardino da Siena e san Sebastiano. L'affresco è completato in alto dalla scena dell'Annunciazione, di cui è ancora visibile solo l'immagine della Vergine in ginocchio.